# 七穗
七穗（全名稻垣七穗，1998年9月19日—），日本女歌手，出生于日本东京。

## 经历
七穗出生于日本东京，小时候曾在中国北京生活过四年。回国后，她从16岁开始学习吉他。现就读于日本女子大学人间社会学专业。
2019年在YouTube上翻唱米津玄师的《LOSER》，播放数突破1000万次。随后更翻唱多首日本知名歌曲，在网络上走红。同年10月，参加爱奇艺音乐竞技节目《这样唱好美》。
2020年1月，以训练生身份参加爱奇艺偶像女团竞演养成类真人秀节目《青春有你》第二季。同年4月，演唱日本ABC、TOKYO-MX电视台新番动漫《球咏》片头曲《Never Let You Go!》。

## 音乐作品

### 迷你專輯
| 專輯 | 專輯資料                                            | 曲目                                                                                         |
| 1st  | 《我是七穗》 - 發行日期：2020年9月20日 - 語言：國語 | 1. 慢慢 2. 想太多 3. 童话 4. 毎天爱你多一些 5. 秋意浓 6. 我的心没有回程 7. 慢慢 (piano ver.) |

### 单曲
| 发行时间 | 歌曲名称（歌曲说明）   | 备注                                |
| 2020年   | 《Never Let You Go!》  | 动漫《球咏》片头曲                  |
| 2021年   | 《Tik Tak~ChineseVer》 | 与AKB48 Team SH成员胡馨尹、沈莹合唱 |

### 这样唱好美时期
| 发行时间 | 歌曲名称（歌曲说明）                | 原唱者          |
| 2019     | 《请别走+秋意浓》（海选突围战歌曲） | 玉置浩二+张学友 |
| 2019     | 《一样的月光》（团队作战歌曲）      | 蘇芮            |
| 2019     | 《泪的小雨》（1V1对战歌曲）         | 邓丽君          |
| 2019     | 《好想大声说爱你》（团队公演歌曲）  | 张杰            |
| 2019     | 《燕尾蝶》（团队公演歌曲）          | 梁静茹          |
| 2019     | 《那些花儿》（团队公演歌曲）        | 朴树            |

### 青春有你2时期
| 发行时间 | 歌曲名称（歌曲说明）                                            | 原唱者          |
| 2020     | 《莫名其妙愛上你》（愛奇藝《青春有你2》初評級舞台）             | 朱主爱          |
| 2020     | 《真實》（愛奇藝《青春有你2》學員考核位置測評歌曲）             | 張惠妹          |
| 2020     | 《Yes! Ok!》（愛奇藝《青春有你2》主題曲）                       | 青春有你2训练生 |
| 2020     | 《想見你想見你想見你》（愛奇藝《青春有你2》學員小組競演歌曲）   | 八三夭          |
| 2020     | 《MAMA-Chinese Version》（愛奇藝《青春有你2》學員小組復仇歌曲） | EXO             |

## 影视作品

### 电视剧
| 年份   | 播出频道           | 名称                 | 角色     | 备注       |
| 2021年 | Bilibili           | 《48天后我们结婚吧》 | 浦原季香 | 短剧       |
| 2021年 | Amazon prime video | 《辣妈正传》         | 刘丽华   | 客串第12集 |

### 综艺节目
| 年份   | 播出频道 | 名称           | 备注   |
| 2019年 | 爱奇艺   | 《这样唱好美》 |        |
| 2020年 | 爱奇艺   | 《青春有你2》  | 训练生 |

### 纪录片
| 年份   | 播出频道 | 名称                 | 备注        |
| 2020年 | 爱奇艺   | 《我住在这里的理由》 | 第209-210期 |